# اولد سایبروک (کنتیکت)
سایبروک قدیمی (به انگلیسی: Old Saybrook) یک منطقهٔ مسکونی در ایالات متحده آمریکا است که در شهرستان میدلسکس، کنتیکت واقع شده‌است. سایبروک قدیمی ۵۵٫۹ کیلومتر مربع مساحت و ۱۰٬۲۴۲ نفر جمعیت دارد و ۱۲ متر بالاتر از سطح دریا واقع شده‌است.